# Поцілунок (фільм, 1929)
«Поцілунок» (англ. The Kiss) — американська драма 1929 року режисера Жака Фейдера з Ґретою Ґарбо, Конрадом Найджелом та Лью Ейрсом у головних ролях. Це останній німий фільм Ґрети Ґарбо і студії MGM. Також це останній німий фільм Конрада Найґеля.

## Сюжет
Ірен (Ґрета Ґарбо) — молода жінка нещаслива у шлюбі зі старим джентльменом; потайки зустрічається з молодим адвокатом, Андре (Конрад Найґель). Не знайшовши рішення, щоб продовжити свій роман, вони перестають бачити один одного. Ірен починає проводити свій час з молодим П'єром (Лью Айрес), сином ділового партнера її чоловіка, який закохався в неї. Коли П'єр має їхати в коледж, він просить її про поцілунок на прощання. Після цнотливого поцілунка, П'єр краде інший. В цей момент чоловік Ірен повертається додому, розлючений побаченим, він приймає рішення вбити хлопця. Проте стається інакше.

## Ролі
- Ґрета Ґарбо — Ірен Ґуаррі
- Конрад Найджел — Андре Дюбаль
- Герберт Голмс — Лаззалль
- Андрес Рендолф — Чарльз Ґуаррі
- Лью Ейрс — П'єр Лаззалль